# Gagnebina microcephala
Gagnebina microcephala är en ärtväxtart som först beskrevs av Stephen Andrew Renvoize, och fick sitt nu gällande namn av Villiers. Gagnebina microcephala ingår i släktet Gagnebina och familjen ärtväxter. Inga underarter finns listade i Catalogue of Life.